# Joan Ribera Díaz
Joan Ribera i Díaz (Figueres, 28 de desembre de 1957) és un pedagog empordanés.
Es va llicenciar en Ciències de l'Educació a la UNED l'any 1983, posteriorment cursà estudis e disseny de materials didàctics multimèdia a la UOC i de Gestió Educativa a la Universitat Ramón Llull.
Ha exercit docència al Col·legi dels Germans de La Salle de Figueres i a la Universitat Oberta de Catalunya, tasques que ha compaginat amb la investigació sobre la millor manera d'estimular l'aprenentatge dels infants. Les seves experiències i els seus mètodes d'aplicació han estat publicats al Setmanari Empordà i a la revista Guix. La seva obra pedagògica fa referència especialment a l'educació en valors i a l'atenció a la diversitat tant d'alumnes amb dificultats d'aprenentatge com d'alumnes amb altes capacitats.

## Obra
Ha publicat:
- Figueres, la meva Ciutat: Treball Didàctic per al coneixement de Figueres. Barcelona: P.P.U., 1987.
- Valorem la Realitat que ens Envolta. Barcelona: P.P.U., 1988.
- La Problemàtica del Món d'Avui: treball didàctic pel foment dels valors a l'escola. Barcelona: P.P.U.,1989.
- Diccionari Cívic–Incívic. Figueres: Ajuntament de Figueres, 1989.
- Programa de Desenvolupament Mental. Text. Figueres, 1987.

i diversos programes informàtics educatius:
- Programa d'Estimulació Mental. Barcelona: Plot S.A, 1986.
- Aprenc a Pensar. Barcelona: Plot S.A., 1990.
- Aprenc a Llegir. Barcelona: Plot S.A., 1991.
- Diagnòstic d'Aprenentatges Instrumentals. Barcelona: Plot S.A., 1994.
- Educator. Figueres: Infimont, 1994 (de primer de primària a sisè)
- Prova d'avaluació en Programa Enriquiment Instrumental[6]

## Premis i reconeixements
Per la seva tasca pedagògica ha rebut diversos premis:
- 6è Premi Pau Vila (Universitat de Barcelona, 1987) per l'obra “la meva Ciutat”.
- Segon premi en el II concurs d'Experiències Pedagògiques de l'Alt Empordà amb el treball “Figueres, la meva ciutat”.
- Tercer premi en el III concurs d'Experiències Pedagògiques de l'Alt Empordà amb el treball Dalí a l'Escola.
- Menció del V "Premi Serra i Moret” per a obres de Civisme, 1987, per “Valorem la Realitat que ens Envolta”.
- Primer Premi en el VI concurs d'Experiències Pedagògiques de l'Alt Empordà, per “La Problemàtica del Món d'Avui”.
- Menció del Jurat del VIII premi de Civisme Serra i Moret per Diccionari Cívic–Incívic'.
- Segon Premi en el VII concurs d'Experiències Pedagògiques de l'Alt Empordà amb el treball Aviat Llegirem (1989).
- Menció del Jurat de la tercera edició dels Premis de Creació Virtual de la Universitat Oberta de Catalunya (1999)